# Acer Aspire One
Das Acer Aspire One ist eine Netbook-Serie der Firma Acer, ursprünglich basierend auf der Atom-Plattform von Intel.

## Beschreibung
Das Aspire One wurde 2008 mit Linpus Linux und 8 GB solid-state drive sowie mit Windows XP Home Edition und 120 GB Festplatte angeboten. Der Ausbau des Hauptspeichers betrug je nach Version 512 MB bis 4 GB. Der Bildschirm verfügte über eine Bilddiagonale von 8,9 Zoll bei einer Auflösung von 1024 × 600 Pixeln. Alle Modelle verfügen über 10/100 Mbit Ethernet, 802.11b/g Wireless LAN und 3 USB-2.0-Ports. Zudem gibt es Extraausstattungen mit Bluetooth und/oder UMTS.
Das Aspire One wird von Quanta Computer gefertigt. Die Linux-Version enthält unter anderem OpenOffice.org, während auf der Windows-Version Microsoft Works aufgespielt ist. Der 3-Zellen-Akku hält etwa 2,5 bis 3 Stunden, der optional erhältliche 6-Zellen-Akku etwa 5,5 bis 7 Stunden. Die Webcam löst 0,3 Megapixel auf.
Das Aspire One war im Herbst 2008 das Netbook mit dem größten Marktanteil (38,3 %), vor den direkten Konkurrenten von Asus und Hewlett-Packard.
Inzwischen verkauft Acer auch etwas größere Modelle mit 10,1 oder 11,6-Zoll-Display unter dem Namen Aspire One. Auch diese Versionen sind jedoch von Größe und Ausstattung weiterhin klar den Netbooks zuzurechnen.

### Varianten
| Modell    | Betriebssystem                                       | CPU                         | Display                   | Speicher | Speicher           | RAM                                                                                         | Batterie                          | Webcam             | Bluetooth | Verfügbar in |
| Modell    | Betriebssystem                                       | CPU                         | Display                   | Modell   | Größe              | RAM                                                                                         | Batterie                          | Webcam             | Bluetooth | Verfügbar in |
| --------- | ---------------------------------------------------- | --------------------------- | ------------------------- | -------- | ------------------ | ------------------------------------------------------------------------------------------- | --------------------------------- | ------------------ | --------- | --- |
| A110L     | Linux                                                | Atom N270                   | 8.9 in, 1024×600 TFT LCD  | SSD      | 8 GB               | 512 MB                                                                                      | 3 Zellen 24 Wh                    | 0.3 Megapixel      | Nein      | Vereinigte Staaten Australien Vereinigte Arabische Emirate Europa                                                               |
| A110X     | Windows XP                                           | Atom N270                   | 8.9 in, 1024×600 TFT LCD  | SSD      | 16 GB              | 1 GB                                                                                        | 3 Zellen 24 Wh                    | 0.3 Megapixel      | Nein      | Vereinigte Staaten Kanada Vereinigtes Konigreich Australien Vereinigte Arabische Emirate Indien                                 |
| A150L     | Linux                                                | Atom N270                   | 8.9 in, 1024×600 TFT LCD  | HDD      | 120 GB             | 1 GB                                                                                        | 3 Zellen 24 Wh                    | 1.3 Megapixel      | Nein      | Kanada Vereinigtes Konigreich Indien                                                                                            |
| A150-1382 | Linux                                                | Atom N270                   | 8.9 in, 1024×600 TFT LCD  | HDD      | 160 GB             | 1 GB                                                                                        | 3 Zellen 24 Wh                    | Unbekannt          | Nein      | Vereinigte Staaten Indien |
| A150X     | Windows XP                                           | Atom N270                   | 8.9 in, 1024×600 TFT LCD  | HDD      | 120 GB             | 1 GB                                                                                        | 3 Zellen 24 Wh                    | 0.3 Megapixel      | Nein      | Vereinigte Staaten Kanada Vereinigtes Konigreich Vereinigte Arabische Emirate China Volksrepublik Australien Indien             |
| A150X     | Windows XP                                           | Atom N270                   | 8.9 in, 1024×600 TFT LCD  | HDD      | 160 GB             | 1 GB                                                                                        | 6 Zellen 57 Wh                    | 1.3 Megapixel      | Nein      | Vereinigte Staaten Kanada Schweiz China Volksrepublik Indien                                                                    |
| A150X-3G  | Windows XP                                           | Atom N270                   | 8.9 in, 1024×600 TFT LCD  | HDD      | 120 GB             | 1 GB                                                                                        | 6 Zellen 57 Wh                    | 1.3 Megapixel      | Nein      | Vereinigtes Konigreich Mexiko Deutschland Indien                                                                                |
| ZG5       | Windows XP                                           | Atom N270                   | 8.9 in, 1024×600 TFT LCD  | HDD      | 120 GB             | 512 MB/1 GB                                                                                 | 3 Zellen 24 Wh/ 6 Zellen 57 Wh    | 0.3 /1.3 Megapixel | Nein      | Brasilien Kanada Vereinigtes Konigreich Indien                                                                                  |
| ZG5       | Windows XP                                           | Atom N270                   | 8.9 in, 1024×600 TFT LCD  | HDD      | 160 GB             | 512 MB/1 GB                                                                                 | 3 Zellen 24 Wh/ 6 Zellen 57 Wh    | 0.3 /1.3 Megapixel | Nein      | Vereinigte Staaten |
| ZG5       | Linpus Linux                                         | Atom N270                   | 8.9 in, 1024×600 TFT LCD  | HDD      | 160 GB             | 512 MB/1 GB                                                                                 | 3 Zellen 24 Wh/ 6 Zellen 57 Wh    | 0.3 /1.3 Megapixel | Nein      | Vereinigtes Konigreich China Volksrepublik Brasilien                                                                            |
| ZG5       | Linpus Linux                                         | Atom N270                   | 8.9 in, 1024×600 TFT LCD  | SSD      | 8 GB               | 512 MB/1 GB                                                                                 | 3 Zellen 24 Wh/ 6 Zellen 57 Wh    | 0.3 /1.3 Megapixel | Nein      | China Volksrepublik Griechenland Portugal Osterreich Indien                                                                     |
| ZG5       | Linpus Linux                                         | Atom N270                   | 8.9 in, 1024×600 TFT LCD  | SSD      | 16 GB              | 512 MB/1 GB                                                                                 | 3 Zellen 24 Wh/ 6 Zellen 57 Wh    | 0.3 /1.3 Megapixel | Nein      | andere? |
| ZG5       | Windows XP                                           | Atom N270                   | 8.9 in, 1024×600 TFT LCD  | SSD      | 8 GB               | 512 MB/1 GB                                                                                 | 3 Zellen 24 Wh/ 6 Zellen 57 Wh    | 0.3 /1.3 Megapixel | Nein      | Vereinigtes Konigreich Indien                                                                                                   |
| D150      | Windows XP                                           | Atom N270                   | 10.1 in, 1024×600 TFT LCD | HDD      | 160 GB             | 1 GB, kann aufgerüstet werden auf 2 GB                                                      | 3 Zellen 24 Wh/ 6 Zellen 48/58 Wh | 0.3 Megapixel      | Ja        | Osterreich Kanada Vereinigtes Konigreich Indien Niederlande Singapur Thailand Vereinigte Staaten Vereinigte Arabische Emirate   |
| D250      | Windows XP/Windows 7 Starter, manche mit Android 1.6 | Atom N270 oder N280         | 10.1 in, 1024×600 TFT LCD | HDD      | 250 GB             | 1 GB, kann aufgerüstet werden auf 2 GB                                                      | 3 Zellen 24 Wh/ 6 Zellen 48 Wh    | 0.3 Megapixel      | Ja        | Vereinigte Staaten Kanada Vereinigtes Konigreich Australien Vereinigte Arabische Emirate Indien Singapur Niederlande            |
| D255      | Windows XP/Windows 7 Starter, manche mit Android 1.6 | Atom N450, N550             | 10.1 in, 1024×600 TFT LCD | HDD      | 250 GB             | 1 GB, kann aufgerüstet werden auf 2 GB                                                      | 3 Zellen 24 Wh/ 6 Zellen 48 Wh    | 1.3 Megapixel      | Ja        | Vereinigte Staaten Kanada Vereinigtes Konigreich Australien Vereinigte Arabische Emirate Indien Singapur Niederlande            |
| D257      | Windows XP/Windows 7 Starter, manche mit Android 1.6 | Atom N455, N550, N570       | 10.1 in, 1024×600 TFT LCD | HDD      | 250/320/500 GB     | 1 GB, kann aufgerüstet werden auf 2 GB                                                      | 3 Zellen 24 Wh/ 6 Zellen 48 Wh    | 1.3 Megapixel      | Ja        | Danemark Frankreich |
| D260      | Windows 7 Starter, manche mit Android 1.6            | Atom N450, N455, N475       | 10.1 in, 1024×600 TFT LCD | HDD      | 250 GB             | 1 GB, kann aufgerüstet werden auf 2 GB                                                      | 3 Zellen 24 Wh/ 6 Zellen 48 Wh    | 0.3 Megapixel      | Ja        | Australien Philippinen Vereinigte Arabische Emirate Rumänien                                                                    |
| D270      | Windows 7 Starter                                    | Atom N2600, N2800           | 10.1 in, 1024×600 TFT LCD | HDD      | 250/320/500 GB     | 1 GB, kann aufgerüstet werden auf 2 GB                                                      | 3 Zellen 24 Wh/ 6 Zellen 48 Wh    | 0.3 Megapixel      | Ja        | Europa |
| 521       | Windows 7 Starter                                    | AMD Neo K125 oder AMD V105  | 10.1 in, 1024×600 TFT LCD | HDD      | 250 GB             | 1 GB                                                                                        | 6 Zellen 48/63 Wh                 | 1.3 Megapixel      | Ja        | Vereinigte Staaten |
| 522       | Windows 7 Starter                                    | AMD C-50, C-60              | 10.1 in 1280×720 TFT LCD  | HDD      | 250 GB             | 1 GB, kann aufgerüstet werden auf 8 GB, Windows 7 Starter Starter kann nur 2 GB verarbeiten | 3 cell 24 Wh/ 6 cell 48 Wh        | 1.3 Megapixel      | Ja        | Vereinigte Staaten Kanada Europa Thailand                                                                                       |
| 522       | Linpus Linux                                         | AMD C-50, C-60              | 10.1 in 1280×720 TFT LCD  | HDD      | 320 GB             | 2 GB, kann aufgerüstet werden auf 8 GB                                                      | 3 cell 24 Wh/ 6 cell 48 Wh        | 0.3 Megapixel      | Ja        | Thailand |
| 531h      | Windows XP                                           | Atom N270, N280             | 10.1 in, 1024×600 TFT LCD | HDD      | 160 GB             | 1 GB, kann aufgerüstet werden auf 2 GB                                                      | 6 Zellen 48/58 Wh                 | 1.3 Megapixel      | Ja        | andere? |
| P531h     | Windows XP                                           | Atom N270, N280             | 10.1 in, 1024×600 TFT LCD | HDD      | 160 GB             | 1 GB                                                                                        | 6 Zellen 48/58 Wh                 | 0.3 Megapixel      | Ja        | Vereinigte Staaten Kanada Vereinigtes Konigreich Australien Vereinigte Arabische Emirate Indien China Volksrepublik Niederlande |
| 532h      | Windows 7 Starter                                    | Atom N450                   | 10.1 in, 1024×600 TFT LCD | HDD      | 250 GB             | 1 GB, kann aufgerüstet werden auf 2 GB                                                      | 3 Zellen 24 Wh / 6 Zellen 48 Wh   | 0.3 Megapixel      | Ja        | Vereinigte Staaten Kanada Vereinigtes Konigreich Australien Vereinigte Arabische Emirate Europaische Union                      |
| 721       | Windows 7 Home Premium                               | AMD Neo K125                | 11.6 in 1366×768 TFT LCD  | HDD      | 250 GB             | 2 GB, kann aufgerüstet werden auf 4 GB                                                      | 6 cell 48/63 Wh                   | 0.3/1.3 Megapixel  | Ja        | Vereinigte Staaten |
| 722       | Windows 7 Home Premium                               | AMD C-50 APU                | 11.6 in 1280×720 TFT LCD  | HDD      | 250 GB             | 2 GB, kann aufgerüstet werden auf 8 GB                                                      | 6 Zellen 49 Wh                    | 0.3/1.3 Megapixel  | Ja        | Europa |
| 725       | Windows 8                                            | AMD C-50 APU                | 11.6 in 1366×768 TFT LCD  | HDD      | 250 GB             | 2 GB, kann aufgerüstet werden auf 8 GB                                                      | 6 Zellen 49 Wh                    | 0.3/1.3 Megapixel  | Ja        | Europa |
| 751h      | Windows XP/Vista/Windows 7 Home Premium              | Atom Z520                   | 11.6 in 1366×768 TFT LCD  | HDD      | 160/250/500/750 GB | 1 GB/2 GB, kann auf 2 GB aufgerüstet werden                                                 | 3 cell 24 Wh/ 6 Zellen 58 Wh      | 0.3/1.3 Megapixel  | Ja        | Vereinigte Staaten Kanada Europa Australien Thailand                                                                            |
| 752       | Windows 7 Home Premium                               | Celeron M 743               | 11.6 in 1366×768 TFT LCD  | HDD      | 320 GB             | 2 GB, kann auf 4 GB aufgerüstet werden                                                      | 3 cell 24 Wh/ 6 Zellen 48/62 Wh   | 0.3 Megapixel      | Ja        | Norwegen |
| 753       | Windows 7 Home Premium                               | Celeron M U3400             | 11.6 in 1366×768 TFT LCD  | HDD      | 250 GB             | 2 GB, kann auf 4 GB aufgerüstet werden                                                      | 6 Zellen 48 Wh                    | 1.3 Megapixel      | Ja        | Europa |
| 756       | Windows 7/Linpus Linux/Windows 8                     | Celeron 877 or Pentium B987 | 11.6 in 1366×768 TFT LCD  | HDD      | 320/500 GB         | 2/4 GB, kann aufgerüstet werden auf 8 GB                                                    | 4 Zellen 37 Wh                    | 1.3 Megapixel      | Ja        | Europa |

## Ähnliche Produkte
- Asus Eee PC